# La Sindone - 24 ore, 14 ostaggi
La Sindone - 24 ore, 14 ostaggi è un film per la televisione del 2001, diretto da Lodovico Gasparini e risulterebbe per la prima volta trasmesso da Rai Premium alle ore 00:35 del 26 agosto 2014 non in prima visione assoluta.

## Trama
Pietro, suo fratello Alberto e la fidanzata Elena devono rubare su commissione una miniatura che si trova esposta presso il Palazzo Reale di Torino. Come da piano, il gruppo si confonde con la folla dei visitatori durante l'ostensione della Sindone. Però, il furto fallisce. Vengono scoperti, feriscono lievemente una guardia di sicurezza. Una volta inseguiti, sono costretti a barricarsi con una quindicina di ostaggi nella Cappella della Sindone.

## Lavorazione del film
Sostenuto da Film Commission Torino Piemonte, venne girato in quattro settimane e le scene principali furono riprese nella Chiesa di San Rocco e a Palazzo Reale. Presero parte vari attori torinesi: Paola Roman, Franco Urban, Riccardo Lombardo, Alberto Hoiss, Francesca Vettori, Oliviero Corbetta. Il cast venne curato da Filippo Della Valle e Gianfranco Cazzola. La produzione esecutiva fu affidata all'Unistudio di Silvio Pederzoli. L'aiuto-regista era Stefano Botta.